# Ángel Borlenghi
Ángel Borlenghi (Buenos Aires, 1906 - Rome, 1962) était un dirigeant syndical et homme politique argentin, l’une des figures les plus influentes du mouvement péroniste.
De sensibilité socialiste et membre actif du Parti socialiste argentin, il joua entre 1930 et 1945 un rôle de premier plan dans le monde syndical, s’efforçant d’établir des liens étroits entre les différentes organisations syndicales sectorielles (des employés de banque, des compagnies d’assurances, du commerce de détail, etc.), puis réussissant à les regrouper dans une ample confédération syndicale, la CGT. En tant que président du Comité intersyndical, il sut faire adopter une plateforme de revendication conjointe, qui fut adressée au Congrès national et qui aboutit, au terme d’une longue lutte, à la promulgation de la très importante loi sur les contrats de travail dans le secteur des services (la loi 11.729). Dans la foulée du coup d’État de 1943, il œuvra à la conclusion d’une alliance politique entre le monde syndical et certains militaires putschistes, en particulier avec le colonel Juan Perón, en vue d’une politique favorable au monde du travail. En octobre 1945, il réussit à mobiliser les masses pour obtenir la libération de Perón, détenu par suite de rivalités internes au sein du nouveau régime, et en fut récompensé par un portefeuille de ministre de l’Intérieur dans les deux gouvernements péronistes successifs (1946 et 1954). À ce titre, il mena une politique policière répressive à l’égard des opposants (jusqu’à recourir à la torture), musela la presse, et se laissa entraîner dans une âpre confrontation avec l’Église catholique. Le coup d’État militaire de 1955, qui renversa Perón, survint alors que Borlenghi se trouvait en Italie, où il mourra prématurément en 1962.

## Biographie

### Jeunes années et activité syndicale
Ángel Gabriel Borlenghi naquit en 1904 à Buenos Aires de parents immigrés italiens. Devenu employé de commerce, Borlenghi fut bientôt entraîné par ses idées socialistes à rejoindre le syndicat Fédération des employés du commerce (en esp. Federación de Empleados de Comercio, en abrégé FEC). Son rôle au sein du mouvement syndical prit de l’ampleur après que ses camarades socialistes eurent en 1926 réussi à former la Confédération ouvrière argentine (Confederación Obrera Argentina, COA). Ensuite, Borlenghi fut nommé Secrétaire général de la FEC lorsque la COA fusionna avec un autre syndicat de gauche, l’Union syndicale argentine (Unión Sindical Argentina, USA) pour former en 1930 la Confédération générale du travail (CGT), qui est aujourd’hui encore l’un des principaux syndicats d’Argentine.
Borlenghi fut désigné directeur du Comité intersyndical, et, à ce titre, chargé de la double responsabilité de coordonner l’action de la myriade de syndicats membres de la CGT et de résoudre les conflits qui surgissaient entre eux. En 1931, la CGT présenta son premier cahier de revendications, comprenant la liberté garantie aux travailleurs de s’organiser, des hausses de salaire, une extension des avantages sociaux, et un droit de regard sur les politiques publiques, entre autres réformes. Usant (avec parcimonie) de l’arme de la grève et exerçant des pressions, en particulier par le biais de Borlenghi en sa qualité de chef du Comité intersyndical, les travailleurs obtinrent l’adoption en 1936 par le Congrès de la loi 11729 réglementant les contrats de travail dans le secteur des services, important jalon de l’histoire sociale de l’Argentine.
Cette avancée survint pourtant dans une période de divisions croissantes au sein même de la CGT. En tant que chef de la fraction la plus importante de la CGT à cette époque, Borlenghi s’appliqua en 1936 à séparer du reste de la Confédération les sections les plus socialistes, ce qui porta celles-ci à reconstituer le petit syndicat USA. D’autres dissensions poussèrent Borlenghi à se joindre à Francisco Pérez Leirós, dirigeant syndical des employés municipaux, pour créer une « CGT numéro 2 » en 1942. 
En juin de l’année suivante, le président conservateur Ramón Castillo fut destitué par un coup d'État nationaliste. Le renversement du régime Castillo, mercantiliste et caractérisé par la pratique institutionnalisée de la fraude politique, fut tout d’abord accueilli favorablement par la CGT, à telle enseigne que Borlenghi engagea des discussions politiques avec Alberto Gilbert, nouveau ministre de l’Intérieur (parmi les attributions duquel figurait alors également la politique de sûreté). Gilbert, toutefois, œuvra à ce que le nouveau régime fît alliance avec la « CGT numéro 1 », moins combattive, et ordonna la dissolution de la CGT-2.

### L’alliance entre les syndicats et Juan Perón
Cette décision de Gilbert n’entraînera cependant pas une scission durable du mouvement syndical, car l’un des meneurs du coup d’État, le lieutenant-colonel Domingo Mercante, était attaché par ses liens familiaux au syndicat des cheminots, et le dirigeant de celui-ci, José Domenech, était aussi secrétaire général de la CGT-1. Le conseiller juridique de ce syndicat, Juan Atilio Bramuglia, se saisit de cette passerelle pour nouer une étroite alliance avec le gouvernement, et fut assisté lors de ces  pourparlers par Borlenghi et Pérez Leirós (ce dernier appartenant à la CGT-2, qui, quoique proscrite, était plus importante). À la table de négociation vint bientôt s’asseoir aussi le secrétaire d’État au Travail et ami personnel de Domingo Mercante, le colonel Juan Perón.
Les représentants syndicaux trouvèrent en Perón une voix bienveillante et charismatique par le biais de laquelle ils escomptaient pouvoir exercer une forte influence sur la politique gouvernementale. Seuls environ 10 pour cent des travailleurs argentins étaient alors syndiqués, et beaucoup de responsables syndicaux, percevant en Perón une occasion unique à saisir, lui apportèrent leur appui dans la requête que celui-ci adressa au président de hisser le secrétariat au Travail au rang de ministère. D’autres étaient acquis à l’idée de soutenir d’emblée Perón et de s’associer avec lui, sous la forme d’un parti travailliste. Borlenghi était initialement opposé à un tel engagement mutuel, mais en 1945 les états de service du ministre du Travail eurent finalement raison des réticences de Borlenghi et d’une grande partie de la CGT, entre-temps réunifiée. L’alliance entre Perón et Borlenghi permit à la fois de sceller une série de conquêtes historiques du mouvement ouvrier argentin (conventions collectives, statut de l’ouvrier agricole, pensions de retraite etc.), d’accroître le soutien populaire à la CGT et à Perón, et d’occuper des espaces d’influence au sein du gouvernement.
L’ascension de Perón alimenta les rivalités au sein du régime au pouvoir, qui devaient bientôt aboutir à son éviction en tant que vice-président et à son arrestation le 9 octobre 1945. Lors d’une réunion, 24 dirigeants syndicaux, persuadés que Perón venait d’être mis à l’écart définitivement, résolurent de fonder leur propre Parti travailliste et de faire avancer leur projet, avec ou sans Perón ; il y eut deux abstentions, cependant : le responsable syndical des employés des télécommunications, Luis Gay, et Borlenghi. Aux côtés de la compagne de Perón, Eva Duarte, ils organisèrent des manifestations de masse pour la libération de celui-ci, et avaient, au 17 octobre, obtenu le ralliement de la plupart des autres syndicats en ce sens. La mobilisation réussie déboucha le 24 octobre sur l’établissement de la charte du Parti travailliste, avec Perón comme son candidat à la présidence de la république. Borlenghi, membre encore du Parti socialiste d’Argentine, résilia son adhésion lorsque le parti décida d’intégrer une alliance d’opposition, l’Union démocratique.

### Ministre de l’Intérieur

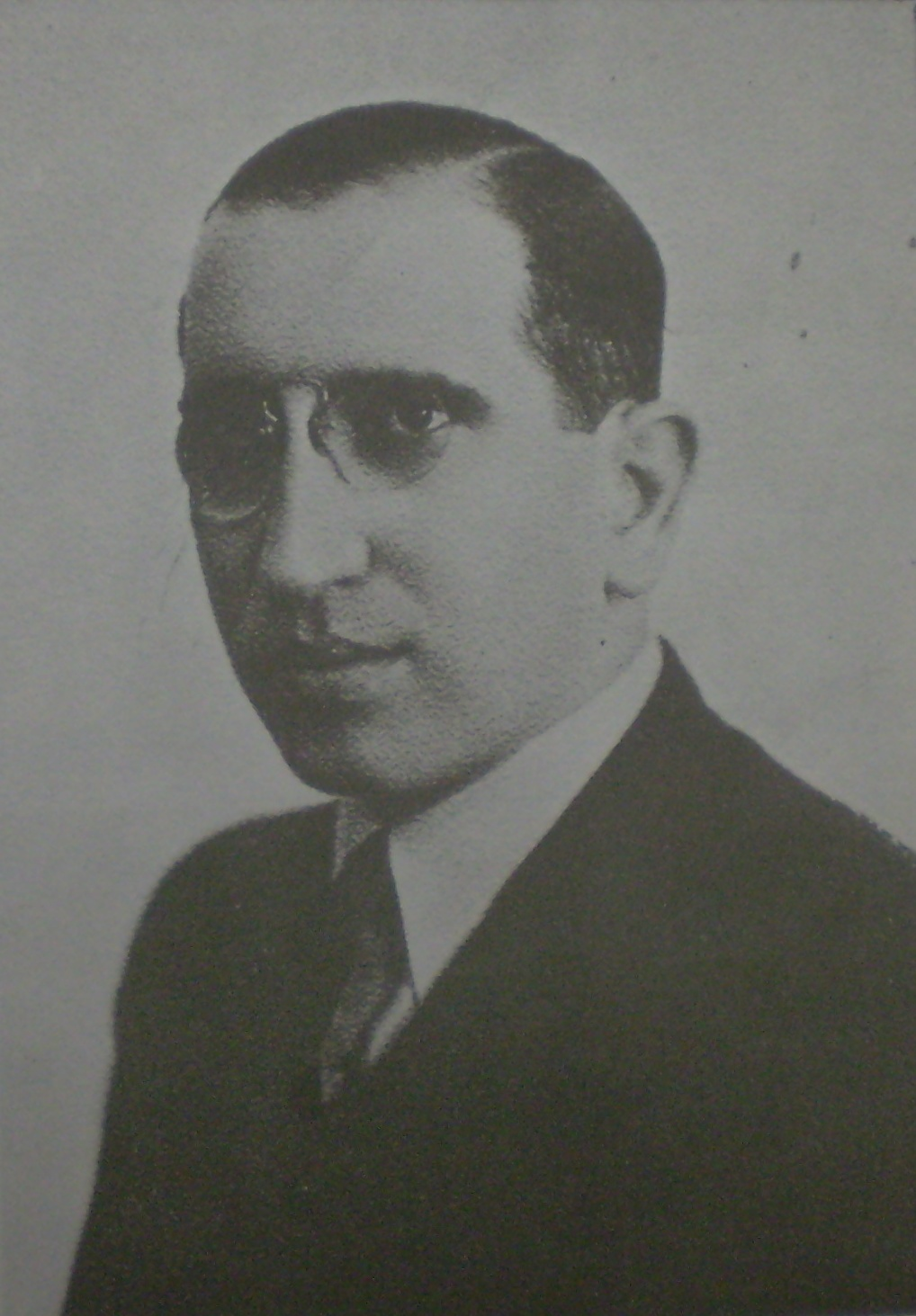
En tant que ministre de l’Intérieur, Borlenghi était chargé par Perón non seulement de veiller à l’application de la loi, mais aussi de surveiller l’opposition.

Au lendemain des élections générales de février 1946, remportées haut la main par Juan Perón, celui-ci récompensa Borlenghi de son appui avisé et de son talent d’organisateur par une nomination au poste de ministre de l’Intérieur et de la Justice. Cette fonction mettait sous sa tutelle les tribunaux et l’exécution des lois, et lui permettait de piloter une bonne partie de la stratégie politique. Ayant hâte de mettre en œuvre le projet du président Perón, il convoqua en 1947 le Parti travailliste en congrès, dans le but accessoirement de le rebaptiser en Parti péroniste, et ordonna une prise de participation majoritaire dans la maison d’édition Haynes, qui se mit alors à publier El Laborista, Mundo Peronista et une panoplie d’autres revues comme autant de porte-voix du gouvernement. Ayant sous ses ordres le corps de police le plus nombreux d’Argentine, la Police fédérale, forte de 25 000 hommes, Borlenghi fit incarcérer des personnalités d’opposition en grand nombre. Quelques-uns parmi les plus intransigeants furent conduits dans les caves de l’hôpital Ramos Mejía, l’un des plus vastes hôpitaux de Buenos Aires et récemment agrandi, où la torture allait devenir monnaie courante.
La confiance du président en Borlenghi se renforça encore par la création du Conseil fédéral de sûreté en 1951, impliquant notamment le transfert vers l’exécutif de la Gendarmerie nationale et de la Préfecture navale (sorte de garde-côte), soustraits ainsi au commandement de l’armée argentine. Au vu de telles mesures, certains membres de l’opposition commencèrent à adopter des attitudes plus conciliantes envers le pouvoir péroniste et à entreprendre des tentatives d’ouverture en direction du puissant ministre de l’Intérieur ; ainsi p.ex., une rencontre en juin 1953 avec une délégation du Parti démocratique, de tendance conservatrice, se solda-t-elle par l’élargissement de l’ancien ministre des Finances Federico Pinedo ainsi que d’autres personnalités. D’autres devaient suivre bientôt, encore que le principal parti d’opposition, l’Union civique radicale, de tendance centriste, refusa ces compromissions, ce qui porta Borlenghi à imputer à ce parti la responsabilité de la prolongation de l’état de siège proclamé en avril 1953.

#### Tensions avec l’église catholique
En 1954, enhardi par ses succès électoraux et économiques, Perón, faisant litière désormais des bons rapports qu’il avait jusque-là entretenus avec l’Église catholique, attaqua de front Acción Católica, organisation de jeunesse attachée à l’Église. Si au début Borlenghi était opposé à cette confrontation avec la puissante Église catholique, il apporta, une fois que les dés en eurent été jetés par Perón, sa propre part à la bataille en faisant fermer El Pueblo, la principale revue catholique, en décembre 1954, laquelle offense sera suivie le 22 décembre de la légalisation du divorce et de la prostitution. Son manque d’enthousiasme dans ce qu’il considérait comme une agression gratuite ne pourra le préserver de la rancœur des catholiques. Borlenghi, quoique lui-même catholique pratiquant, avait épousé une femme juive, Carla, ce qui le mit davantage encore dans le collimateur des catholiques réactionnaires, qui lui reprochaient non seulement son rôle de premier exécutant des lois, mais encore de se soumettre à la présumée influence hostile de sa femme.
Tandis que s’approchait la date du jeudi 9 juin 1955, à laquelle il était prévu de célébrer la Fête-Dieu (Corpus Christi), l’Église, dans l’espoir d’atteindre un nombre plus élevé de participants, résolut de différer la cérémonie au samedi 11 juin. Aussitôt, le gouvernement publia un communiqué soulignant que les autorisations de ces processions avaient été accordées pour le 9 seulement, ce qui n’empêcha pas qu’à la date du 11 juin la foule venue assister à la cérémonie religieuse, estimée à quelque 200 000 personnes, non seulement remplît la cathédrale mais encore débordât largement sur la place de Mai adjacente. La cérémonie terminée, une manifestation se forma et se mit en marche en direction du Congrès, où les manifestants ramenèrent le drapeau national et le remplacèrent par le drapeau du Vatican, bombardèrent de pierres l’édifice et, au cri de « ¡Muera Eva Perón! » (Que meure Eva Perón ! ), arrachèrent deux plaques de bronze apposées sur la façade. Ce même jour 11 juin, le gouvernement accusa les manifestants, outre de déprédations, d’avoir brûlé un drapeau argentin et annonça qu’une instruction judiciaire serait engagée. Le lendemain 12 juin, les mêmes désordres se répétèrent dans le centre-ville et aux abords de la cathédrale, et donnèrent lieu à de nombreuses arrestations. Une enquête commanditée par le Conseil supérieur des Forces armées permit toutefois de recueillir les témoignages de membres de la Police fédérale argentine, qui imputaient l’incident à leurs propres collègues, en foi de quoi cet organisme sollicita de Perón la mise à pied du chef de la police ainsi que la détention de Borlenghi ; cependant, le lendemain de ce communiqué, celui-ci quittait le pays. Après la chute du gouvernement péroniste, le contre-amiral Alberto Teisaire, vice-président de la république au moment des faits, affirma que l’action avait été exécutée non seulement avec l’autorisation de Perón, mais en outre sous son inspiration.
Finalement, ainsi que Borlenghi avait prévenu, la lutte de Perón contre la principale institution religieuse du pays eut pour effet de saper la loyauté des militaires vis-à-vis de son gouvernement. Le 16 juin 1955, le bombardement de la place de Mai par l’armée de l’air pendant un rassemblement péroniste (tuant 364 personnes, dont des enfants dans un autobus) concrétisa brutalement cette crise, et le 29 juin, le président Perón tentera de reprendre la situation en mains en levant l’état de siège décrété en 1953 et en limogeant Borlenghi et quelques autres. C’est en vain que l’on procéda ensuite à des changements de stratégie et de rhétorique : Perón sera renversé trois mois plus tard.

#### Allégations de torture
Pendant les mandats de Borlenghi, il y eut des violations des droits de l’homme, perpétrées dans le cadre de persécutions contre des opposants, en particulier contre des communistes. L’organisme le plus souvent mis en cause à cet égard est la Section spéciale de la Police fédérale, qui n’était que la continuation de la section correspondante créée en 1934 par Agustín P. Justo et qui avait ses locaux dans la rue General Urquiza, à côté du commissariat n°8. En faisaient partie un certain nombre d’officiers dont les noms seront plus tard associés aux tortures qui s’y pratiquèrent : Cipriano Lombilla, José Faustino Amoresano, Guillermo Solveyra Casares et les frères Juan Carlos Emilio et Luis Amadeo Cardoso. Selon l’historien Félix Luna :

« Apprendre qu’un détenu avait été emmené à la Section spéciale, c’était avoir l’assurance qu’il y prendrait des coups d’aiguillon ou, pour le moins, qu’il y serait maltraité, encore qu’il y avait dans la Capitale fédérale et dans la province de Buenos Aires d’autres locaux de police à la réputation similaire, et l’on savait que dans presque toutes les brigades et dans tous les commissariats de la Police fédérale, ces pratiques étaient monnaie courante, tant à l’encontre des détenus politiques que de ceux de droit commun, »

Parmi les cas de torture les plus connus, on relève ceux du dirigeant travailliste Cipriano Reyes, des employées du téléphone en désaccord avec la direction du syndicat, et surtout de l’étudiant Ernesto Mario Bravo, qui, enlevé par la police, emmené d’abord à la Section spéciale, puis transféré dans une propriété de campagne, manqua, alors qu’il était porté disparu, de périr sous la torture, et dont l’affaire sera rendue publique par le médecin qui le soigna. Cependant, pendant qu’éclatait l’affaire Bravo, le gouvernement :

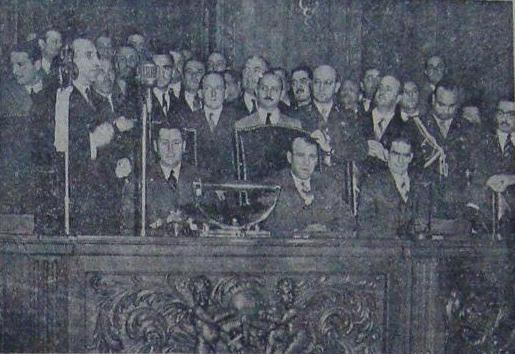
Borlenghi (debout à gauche) prononçant un discours lors de l’investiture de José María Freire.

« […] nia la disparition de Bravo, nia les tortures, dénonça tout comme étant une manœuvre de l’opposition, et y compris le Conseil supérieur du Parti péroniste insista que l’épisode tout entier avait été "une affabulation dans le but de subvertir l’ordre". Et quand la décision judiciaire rendit irréfutable tout ce qui avait été nié, il serra la vis aux médias pour répandre sur le sujet un épais brouillard de désinformation et mobilisa les magistrats nécessaires à disculper les tortionnaires. En les défendant, il fit siennes leurs fautes, les endossa, ce qui révèle l’effrayante insensibilité qui s’était installée dans les structures officielles. Maltraiter un citoyen était pardonnable, d’autant plus s’il s’agissait d’un communiste, car c’était alors un service à récompenser. Et en effet — il est superflu de le dire —, Lombilla et ses collaborateurs réintégrèrent leurs postes et eurent de l’avancement, comme de juste. »

### Dernières années et postérité
Borlenghi, qui se trouvait en Italie au moment du putsch, eut son domicile de Buenos Aires saccagé par la troupe, ce qui entraîna la perte d’une grande quantité de documents relatifs à son rôle dans le péronisme. Il demeure l’une de figures les moins bien comprises du parti péroniste, alors qu’il en était la deuxième personnalité la plus puissante. Borlenghi ne renoncera jamais à l’idée d’un retour de Perón au pouvoir, et au début de 1961, il eut des discussions informelles avec Che Guevara à propos de la possibilité d’une alliance entre le nouveau régime de Fidel Castro et le mouvement péroniste. Borlenghi mourut prématurément en 1962, en Italie, à l’âge de 56 ans. Ses restes furent rapatriés en 1996 et inhumés au cimetière de la Chacarita. En 2009, sa veuve, Clara de Borlenghi (née le 15 juillet 1910), travaillait encore au service du syndicat des employés de commerce, la FAECyT.